# Maria Schmidt (Sängerin)
Auguste Maria Clara Schmidt, verheiratet Auguste Baum, (* 28. September 1807 in Weimar; † 12. März 1875 ebenda) war eine deutsche Schauspielerin, Opernsängerin (Sopran) und Harfenspielerin, die nach 1835 als Madame Baum auftrat.

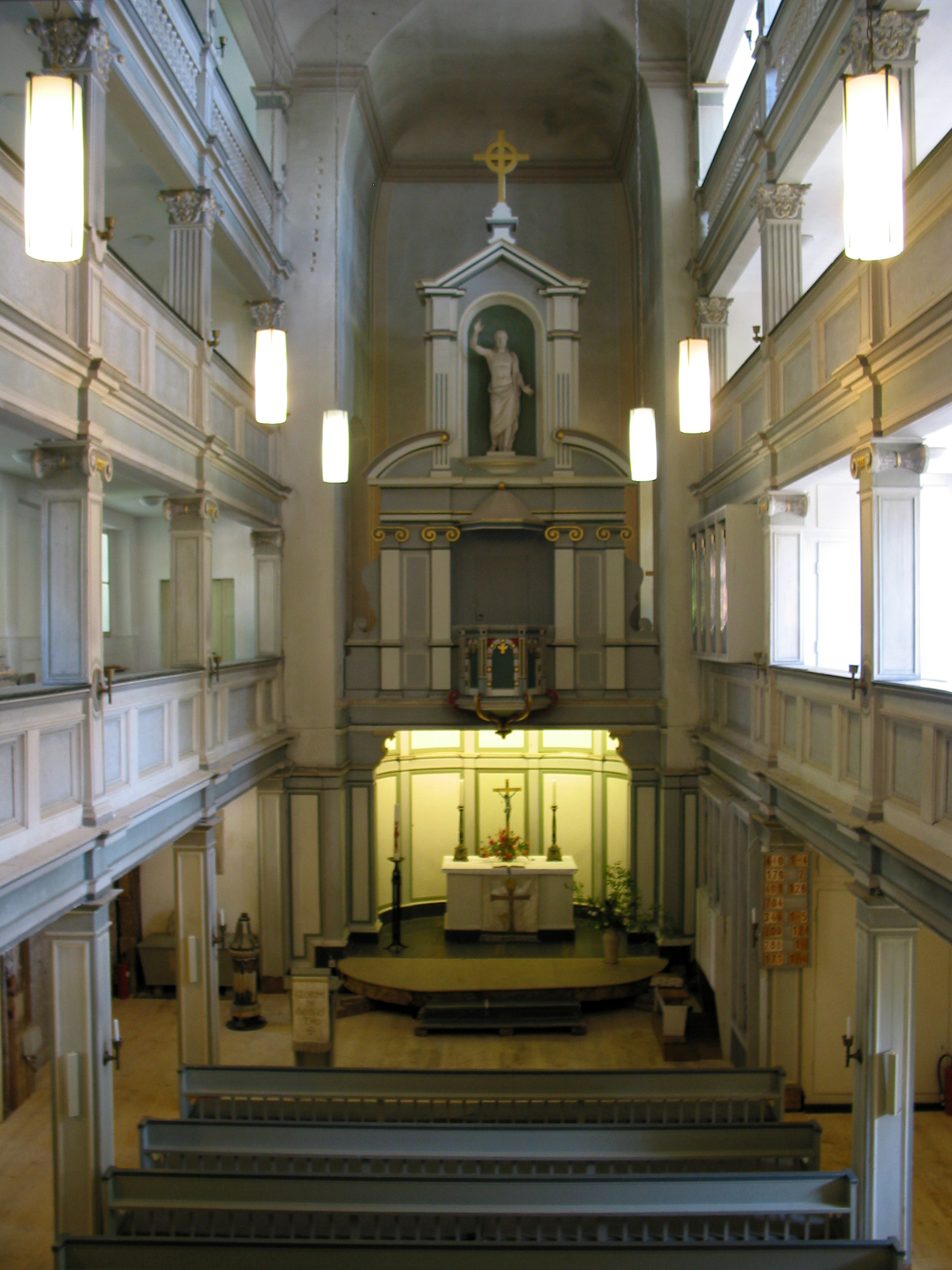
Hofkirche mit Taufbecken

## Leben

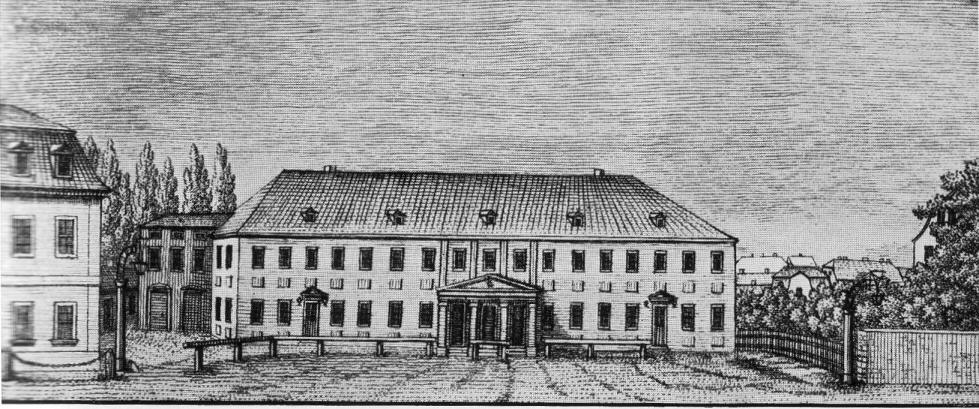
Das alte Hoftheater vor dem Brand von 1825

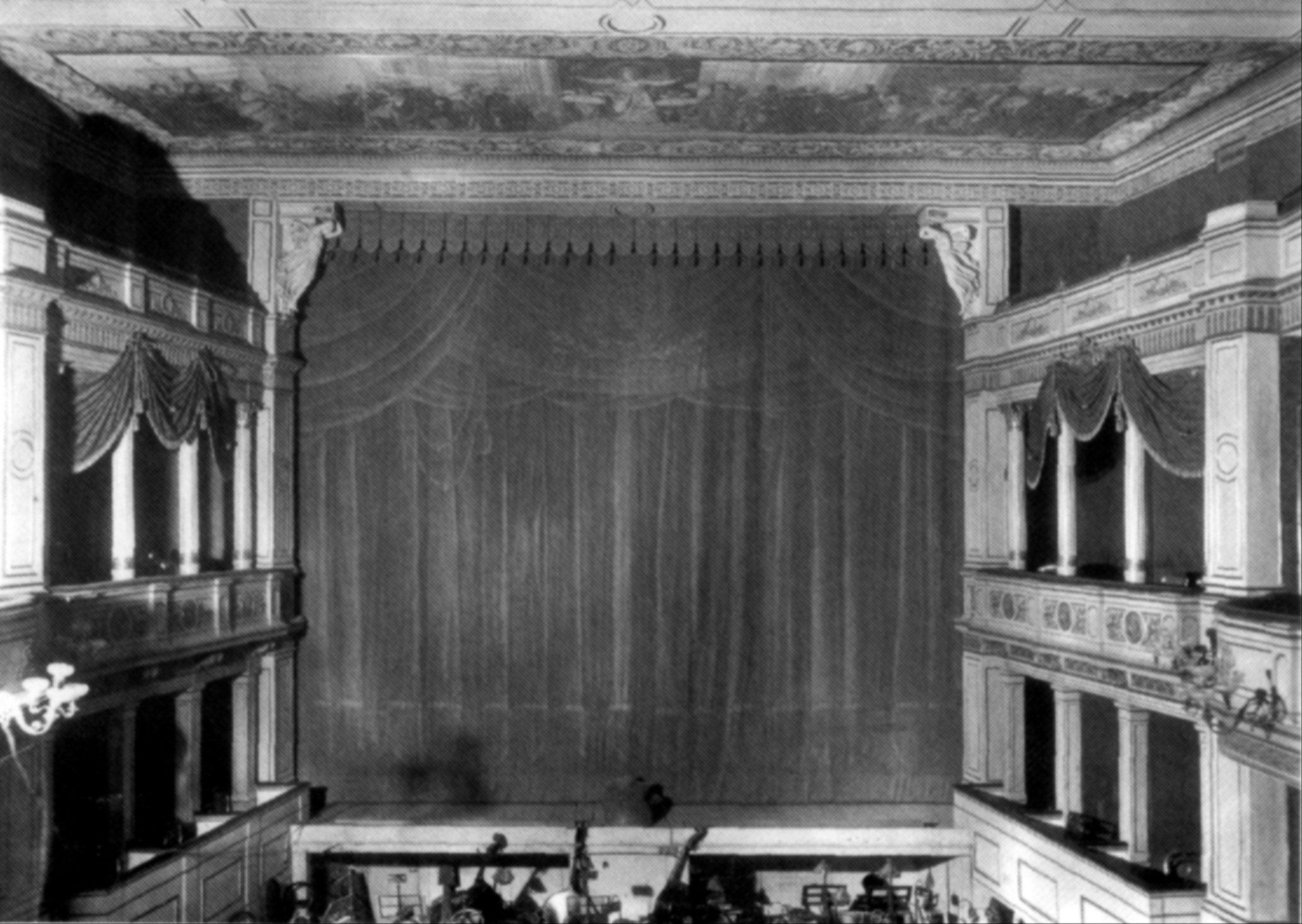
Hoftheater vor 1907

Maria Schmidt war das einzige Kind des Weimarer Hofmusikus Carl Schmidt (* 1777 in Tannroda, † 1858 in Weimar) und Enkeltochter von Johann Nicolaus Ambrosius, ebenfalls Hofmusikus in Weimar. Ihre musikalische Ausbildung (Klavier, Harfe, Gesang) erhielt Maria Schmidt bei ihrem Vater, dem ersten Fagottisten der Weimarer Hofkapelle, sowie dem Kammersänger Karl Melchior Jakob Moltke (Tenor, 1783–1831), Mitglied des sogenannten Weimarer Quartetts.
Bereits 1822 hatte Maria Schmidt einen Auftritt als Harfen-Solistin. 1823 debütierte sie am Hoftheater als Ännchen in Der Freischütz von Carl Maria von Weber (1786–1826) und sang 1824 die Hauptrolle Euryanthe in der Weimarer Erstaufführung der gleichnamigen Weber-Oper.
1835 heiratete Maria Schmidt den „Kaufmann Baum“ und debütierte in Weimar unter ihrem neuen Namen mit der Rolle der Zerline in Fra Diavolo von Daniel-François-Esprit Auber (1782–1872) als „Madame Baum“. Es folgten Engagements in Hannover, Oldenburg (Oldenburg) und Dessau, wo sie 1836/37 unter der Leitung des Schauspielers und Entertainers Heinrich Eduard Bethmann auftrat.
Bis zu ihrer Pensionierung 1858 war sie wieder in Weimar auf der Bühne und sang dort am 27. Juni ihre Abschiedsvorstellung als Salome in Die Saalnixe nach Ferdinand Kauers (1782–1871) Donauweibchen. Für das auf dem abgebildeten Theaterzettel mit aufgeführte „Frl. Baum“ in der Rolle der Hulda, die Saalnixe, finden sich Hinweise auf die von Milde ausgebildete Schauspielerin und Sängerin (Sopran) Melanie Baum, 1856 Debüt am Weimarer Hoftheater, jedoch keine ausreichende Textstelle dafür, dass es sich um eine Tochter von Maria (Schmidt-)Baum handelt.

Abschiedsvorstellung 1858

## Bühnenrollen (Auswahl)
- Ännchen in Der Freischütz von Carl Maria von Weber
- Euryanthe in Euryanthe von Carl Maria von Weber
- Zerline in Fra Diavolo von Daniel-François-Esprit Auber
- Zerline in Don Giovanni von Wolfgang Amadeus Mozart
- Konstanze in Die Entführung aus dem Serail von Wolfgang Amadeus Mozart
- Rosina in Der Barbier von Sevilla von Gioachino Rossini
- Madeleine in Der Postillon von Lonjumeau von Adolphe Adam
- Salome in Die Saalnixe nach Karl Friedrich Henslers Donauweibchen von Christian August Vulpius, Musik von Ferdinand Kauer

## Rezeption
Insbesondere Ludwig Eisenberg beschreibt Maria Schmidt als besonders vielseitige Künstlerin: ihre schöne, kunstvoll vorgetragene Sopran-Stimme, geeignet für die großen Rollen des Koloraturfachs, ihr in jungen Jahren gewandtes Spiel in den jugendlich-naiven Partien, in späteren Jahren den ausdrucksstarken Gesang in tragischen Rollen. Aber auch als sogenannte „komische Alte“ begeisterte sie später das Publikum, und ihre Konzerte als virtuose Harfen-Solistin fanden große Bewunderung. Goethe widmete ihr das Gedicht An die Schauspielerin Marie Schmidt:
Das holde Tal hat schon die Sonne wieder

Mit Frühlingsblüt' und -blumen angefüllt,

Die Nachtigall singt immer neue Lieder

Dem Hochgefühl, das ihr entgegenquillt;

Erfreue dich der gottverliehnen Gaben!

Froh, wie er dich erschuf, will er dich haben.